# Cecil Carpenter
Cecil Carpenter was een Amerikaanse jazz- en bluestrombonist.

## Biografie
Cecil Carpenter was afkomstig uit Indiana en begon zijn carrière in de daar optredende brassband Pickaninny Band, die op tournee was met de vaudevilleshow In Old Kentucky. Carpenter kwam met de troep van de show in 1913 naar Atlantic City (New Jersey). Tijdens de jaren 1920 behoorde hij tot de formatie Jazz Hounds, die als begeleidingsband fungeerde voor de blueszangeres Mamie Smith. Met de Jazz Hounds werkte hij van 1920 tot 1931 mee aan plaatopnamen voor Okeh Records. Aldus was Carpenter ook betrokken bij de eerste opname van de bluessong Crazy Blues van Mamie Smith uit 1920. Verdere leden van de Jazz Hounds waren toentertijd Coleman Hawkins en Bubber Miley. Over Carpenters latere leven is niets bekend.